# 225P/LINEAR
La comète LINEAR, officiellement 225P/LINEAR, est une comète périodique du système solaire, découverte le 8 octobre 2002 par le programme LINEAR.